# Vera Smirnova
Vera Vasilievna Smirnova (în rusă Вера Васильевна Смирнова, n. 17/29 septembrie 1898, Sankt Petersburg, Imperiul Rus – d. 1977, Moscova, RSFS Rusă, URSS) a fost o scriitoare sovietică de cărți pentru copii, critic literar și memorialist. A publicat popularele cărți pentru copii „Gheroi Elladî” și „Devociki”. A fost sora regizoarei Aleksandra Smirnova-Iskander.

## Biografie
Vera Vasilievna Smirnova s-a născut în 1898 în orașul Sankt Petersburg, unde tatăl ei, originar dintr-o familie de țărani, a lucrat ca paznic la Academia Imperială de Arte Frumoase.
În anul 1903 tatăl a obținut postul de portar la Banca Ruso-Asiatică și s-a mutat cu familia la Novîi Marghelan (în prezent — Fergana; în perioada 1907-1924 orașul a fost numit Skobelev).
Vera Smirnova a absolvit cu medalia de aur Gimnaziul de Fete din Skobelev, a urmat cursuri pedagogice, iar din toamna anului 1914 a predat timp de doi ani într-o școală primară.
Începând din toamna anului 1916 a urmat cursuri de filologie-istorie la Institutul de Educație Feminină Bestujev din Petrograd și a frecventat în același timp studioul teatral V. Меyerhold.
La sfârșitul anului 1917 Vera Smirnova s-a întors în Fergana, unde a lucrat la biblioteca orășenească, a înființat și condus un teatru pentru copii, a scris piese de teatru pentru copii și le-a pus în scenă. Începând din anul 1922 a predat limba și literatura rusă și științele sociale la o școală din oraș.
S-a căsătorit cu pictorul Mihail Ianțîh, iar în anul 1923 s-a născut fiica lor, Irina. În anul 1925 a plecat la Kiev, la sora ei, Aleksandra, care era regizoare de teatru.  Vera Smirnova a început să scrie recenzii de spectacole. În 1927 a apărut la Kiev volumul «Глиняный кувшин», care conținea poezii dedicate Asiei centrale (coperta cărții a fost ilustrată de Mihail Ianțîh). 
În 1929 Vera Smirnova s-a despărțit de soțul ei și s-a mutat la Moscova. În 1930 a început să lucreze ca redactor asistent la departamentul de copii al editurii Molodaia Gvardia. A publicat cartea de basme «Манои» («Мастерская детских игрушек»), care a stârnit interesul criticilor și dezbateri aprinse. În anii 1930, Vera Smirnova a lucrat în redacția pentru copii a radiodifuziunii, la Teatrul Central pentru copii  (în prezent Teatrul Academic Rus pentru tineret) și în consiliul editorial al revistelor «Мурзилка» și «Пионер». Poveștile ei pentru copii au fost publicate în reviste și culegeri. Printre cărțile publicate se numără «Два сердца» (1930), «Чудесные превращения одного стула» (1930), «Заморяне» (1931) și altele.
În aceiași ani Smirnova a scris piesa «Токмаков переулок» pentru «Бауманского театра рабочих ребят», bazată pe un materialul documentar și prezentând viața copiilor și adolescenților din raionul Bauman al Moscovei. „Băieții de la școlile vecine au mers la acest spectacol de două-trei ori. S-au văzut pe scenă pe ei înșiși, pe părinții lor, pe vecinii lor”, își amintea scriitoarea Evghenia Taratuta. Pentru Teatrul Central pentru copii Vera Smirnova a scris piesa «Сказки Андерсена», care a fost pusă în scenă la Teatrul Național de la Oslo în 1938. 
La sfârșitul anilor 1930 Vera Smirnova a condus cenaclul literar de la Casa pionierilor din Moscova. Unul dintre foștii participanți la acel cenaclu, viitorul etnograf și istoric Vladimir Kabo își amintește: „Vera Vasilievna a fost un om minunat: critic literar și scriitor pentru copii, ea a fost, de asemenea, un profesor remarcabil, care a știut cum să găsească drumul către inimile și mințile adolescenților îndrăgostiți de literatură și care visau la o carieră literară. Ea ne-a vorbit serios ca și cum am fi fost adulți și noi am apreciat asta. Ea i-a văzut și cunoscut pe toți, i-a iubit și apreciat pe adolescenți”. Cu mulți foști elevi ai cenaclului Vera Smirnova a continuat să păstreze legătura și să corespondeze mulți ani.  
În 1935 a murit fiica ei cea mare, Irina. Vera Smirnova s-a căsătorit cu un editorul și jurnalistul Ivan Ignatievici Halturin. Cei doi au avut un fiu pe nume Vladimir.
La comanda editurii Dettghiz Vera Smirnova a lucrat timp de aproape doi ani la o carte intitulată „Povești despre copilăria lui Iosif Stalin”, dar însuși Stalin a interzis cartea: „Autoarea a fost indusă în eroare de vânătorii de basme”, — a scris el într-o scrisoare adresată directorului editurii. În 1939 a publicat cartea pentru copii „Tovarășul Sergo” despre revoluționarul Sergo Ordjonikidze.
Încă din 1940, Smirnova s-a ocupat cu activitatea de critică literară, publicând articole despre teatru și  literatura contemporană în mod regulat în publicații periodice și antologii.
În timpul războiului, a fost refugiată, împreună cu fiul ei, la Cistopol, trecând împreună cu familiile altor scriitori prin toate greutățile traiului în refugiu. Ea a lucrat la o școală, la o grădiniță și la o unitate locală de radio.
În 1943 Vera Smirnova s-a întors la Moscova. În anii 1943-1945 a fost șefa secției de proză a revistei «Знамя». Apoi a fost șefă de catedră la Institutul de Literatură Maxim Gorki, a predat un curs de literatură pentru copii, a condus seminarul de critică literară și a fost membră în consiliul editorial al revistei  «Пионер».
În anii 1950 au apărut două dintre cele mai cunoscute și mai publicate cărți ale Verei Smirnova: miturile Greciei Antice repovestite pentru copii — „Eroii Eladei” (1953) și romanul „Fetele” (1959). Evghenia Taratuta își amintește povestea Verei Smirnova despre cum a apărut ideea cărții „Eroii Eladei”: „În timpul războiului, în refugiu, când fiul ei Volodea a căzut grav bolnav și zăcea în spital, el i-a cerut să-i citească ceva, dar nu aveau cărți. Apoi Vera Vasilievna a început să-și amintească miturile și scria seara poveștile pe care și le amintea, apoi le spunea a doua zi fiului ei și băieților din camera lui. „Poate că pot fi numite a treisprezecea muncă a lui Heracle, dar poveștile despre acesta l-au ajutat să se recupereze pe Volodea și pe tovarășii săi!”— a spus Vera Vasilievna. Și apoi, ea a adunat aceste povestiri într-o carte...”
Eroina cărții „Fetele” sunt mica nepoata a Verei Smirnova și fiica ei Irina; acțiunea are loc în Kiev, la sfârșitul anilor 1920, iar toate celelalte personaje și evenimente sunt luate, de asemenea, din viața reală. Cartea prezintă aventurile amuzante și emoționante a trei fete, viața lor de zi cu zi, jocurile, certurile, visele și descoperirile făcute.
Fiul Verei Smirnova, Volodea, a murit în mod tragic în 1955, el înnecându-se în râul Lielupe la Jūrmala.
Vera Smirnova s-a remarcat ca autoare de studii critice și biografice despre Samuil Marșak, L. Kvitko, Arkadi Gaidar. Articolele publicate despre scriitorii pentru copii au fost incluse în culegerea «О детях и для детей» (1963). A publicat cărțile «О литературе и театре» (1956), «Современный портрет» (1964), «Книги и судьбы» (1968), «Из разных лет» (1974) dedicate scrierilor lui M. Bulgakov, E. Schwartz, A. Tolstoi, L. Panteleev, Konstantin Fedin, Antoine de Saint-Exupéry, Janusz Korczak, unor scriitori din Asia centrală (ea a tradus în limba rusă cărți ale unora dintre ei precum Satîm Ulug-Zoda, Djalol Ikrami, Abdulla Qahhor și Abdulla Qodiriy) etc. Vera Smirnova a povestit în memoriile ei despre întâlnirile cu V. Meyerhold, Kornei Ciukovski, S. Marșak, G. Neigauz etc.
A fost decorată cu ordinele „Insigna de onoare”, „Steagul Roșu al Muncii”, medalia „Pentru merite în războiul pentru apărarea patriei din 1941-1945” și „800 de ani de la fondarea orașului Moscova”.
În ultimii ani, Vera Smirnova a lucrat la o carte de amintiri, a vizitat orașul Fergana, unde și-a petrecut copilăria și adolescența. Biblioteca sa formată din 418 cărți cu autografe ale autorilor a fost donată Muzeului Regional din Fergana. Biblioteca soțului ei, Ivan Halturgin, a fost lăsată în casa acestuia care a devenit Biblioteca regională Kirov.
Vera Vasilievna Smirnov a murit în 1977, la Moscova, și a fost înmormântată în cimitirul Golovino.

## Opera

### Cărți pentru copii
1. Смирнова В. В. Два сердца. — М.- Л.: Гиз, 1930.- 16 с.
  - Traducere: Smirnova V.V. Kaksi sydäntä. - Petroskoi : Kirja, 1934. - 11 с. [на фин.яз]
2. Смирнова В. В. Кому плохо — кому хорошо. М.- Л.: Гиз, 1930. — 16 с.
3. Смирнова В. В. Манои. — М.- Л.: Гиз, 1930.- 72 с.
4. Смирнова В. В. Чудесные превращения одного стула. — М.- Л.: Гиз, 1930. — 16 с.
5. Смирнова В. В. Заморяне. — М.- Л.: Мол. гв., 1931. — 80 с.
6. Смирнова В. В. Наш старший товарищ. — М.- Л.: Мол. гв., 1932. — 22 с.
7. Смирнова В. В. Рассказы об игрушках. — М.- Л.: Мол. гв., 1932.- 16 с.
8. Смирнова В. В. Здравствуйте. — М.: Мол. гв., 1933. — 15 с.
9. Смирнова В. В. Новое платье короля: (По сказке Андерсена) / В. Смирнова. — М.: изд. и стеклогр. Центр. упр. по распространению драматургич. продукции Цедрам, 1936. — 27 с.
10. Смирнова В. В. Товарищ Серго: Рассказы из жизни Г. К. Орджоникидзе. — М.- Л.: Детиздат, 1939. — 80 с.
11. Смирнова В. В. Девочки: Рассказы о маленьких / Рис. А. Давыдовой. — М.: Детгиз, 1959. — 128 с.
12. Смирнова В. В. Девочки. / Рис. М. Успенской. — М.: Детгиз, 1963. — 144 с.
  - Переиздания: М.: Дет. лит., 1968;
13. Смирнова В. В. Палочка с шариком / Рис. Н.Носкович. — М.: Дет. лит., 1965. — 17 с.
  - Переиздание: СПб.- М.: Речь, 2014.
14. Герои Эллады: Из мифов древней Греции / Пересказала для детей В. Смирнова; Рис. И. Архипова. — М.- Л.: Детгиз, 1953. — 144 с.
  - Переиздания: М.: Детгиз, 1955; М.: Детгиз, 1956; Челябинск: Южно-Уральское кн. изд-во, [1966]; М.: Дет. лит., 1971; М.: Дет. лит., 1973; М.: Дет. лит., 1983; Иркутск: Вост.-Сиб. кн. изд-во, 1985; Иркутск: Вост.-Сиб. кн. изд-во, 1987; М.: Дет. лит., 1988; М.: Сов. писатель, 1992; Иркутск: Символ, 1992; М.: Дет. лит., 2007; М.: Дет. лит., 2009; М.: Дет. лит., 2003; М.: Дет. лит., 2011; М.: Оникс, 2011; М.: Дет. лит., 2013.
  - Переводы: Смiрнова Вера. Героi Элады : З мiфаў старажытнай Грэцыi / Пераклад. З.Петрушэня. Мастак А.Шэвераў. – Мінск: Юнацтва, 1985. [на белорус. яз.]
15. Герои Эллады: Легенды и мифы Древней Греции / Авт. текста В. Смирнова; Рис. И. Архипова. — М.: Мегаполис-Континент, 1991. — 79 с.
16. Подвиги Геракла: Легенды и мифы Древней Греции / Авт. текста В. Смирнова; Рис. И. Архипова. — М.: Мегаполис-Континент, 1991. — 63 с.
17. Герои Эллады; Аргонавты; Троянская война; Приключения Одиссея: Мифы Древней Греции / В пересказе В. Смирновой, Е. Тудоровской; Рис. И. Архипова, В. Власова. — М.: Андреев. флаг, 1994. — 574 с.
18. Мифы Древней Греции: Герои Эллады / Рассказала для детей Вера Смирнова; Худож. В. Лапин. — М.: Росмэн, 2001. — 179 с.
  - Переиздания: М.: Росмэн, 2002; М.: Росмэн, 2004; М.: Росмэн, 2005; М.: Росмэн, 2007; М.: Росмэн, 2008; М.: Росмэн, 2012; М.: Росмэн, 2015.
19. Легенды и мифы Древней Греции / пересказ Веры Смирновой; худож. Ольга Авдеенко. — М.: Самовар, 2009. — 124 c.
  - Переиздания: М.: Самовар, 2010; М.: Самовар, 2013; М.: Самовар-книги, печ. 2015; М.: Самовар-книги, печ. 2016.
20. Смирнова В. В. Аргонавты. Герои Эллады / Илл. Алексея Баландина. — СПб.: Акварель, 2015. — 112 с. — (Серия: Читают все).
21. Смирнова В. В. Девочки / послесловие Е,Бойцовой. Рис. М. Успенской. -— СПб. — М.: Речь, 2016. — 159 с.

### Critică literară și memorii
1. Смирнова В. В. С. Я. Маршак: Критико-биогр. очерк. — М.: Детгиз, 1954. — 79 с.
2. Смирнова В. В. Борис Житков и его мысли о воспитании и детской книге // Жизнь и творчество Б. С. Житкова. — М.: Детгиз, 1955. — С. 92—130.
3. Смирнова В. В. О литературе и театре: Статьи. — М.: Сов. писатель, 1956. — 409 с.
4. Смирнова В. В. Лев Квитко: Критико-биогр. очерк / Дом дет. книги. — М.: Детгиз, 1957. — 47 с.
5. Смирнова В. В., Халтурин И. И. Предисловие // Роскин А. И., Статьи о литературе и театре. Антоша Чехонте. — М.: Сов. писатель, 1959. — С.3-12.
6. Смирнова В. В. Аркадий Гайдар: Критико-биогр. очерк. — М.: Сов. писатель, 1961. — 204 с.
  - Переиздание: М.: Сов. писатель, 1972.
7. Смирнова В. В. О детях и для детей / Дом дет. книги. — М.: Детгиз, 1963. — 382 с.
  - Переиздание: М.: Дет. лит., 1967.
8. Смирнова В. В. Экспромты Маршака // Детская литература. — 1966. — № 3 . — С. 19-20.
9. Смирнова В. В. Современный портрет: Статьи. — М.: Сов. писатель, 1964. — 343 с.
10. Смирнова В.В. Об этой книге и ее авторе // Тамара Габбе. Быль и небыль: Русские народные сказки, легенды. Притчи. — Новосибирск: Западно-Сибирское кн. изд-во, 1966. — С.295-296.
11. Смирнова В. В. Книги и судьбы: Статьи и воспоминания. — М.: Сов. писатель, 1968. — 471 с.
12. Смирнова В.В. Маршак у испанских детей // «Я думал, чувствовал, я жил» : Воспоминания о С. Я. Маршаке. — М.: «Сов. писатель», 1971. — С. 315—319;
13. Смирнова В. В. Из разных лет: Статьи и воспоминания. — М.: Сов. писатель, 1974. — 701 с.
14. Смирнова В. В. «И жизнь моя встает передо мной…» / [Отрывки из воспоминаний] // Детская литература. — 1978. — № 8. — С.39 −42.
15. Смирнова В. В. Из разных лет: Статьи и воспоминания / [Вступ. ст. Б. Брайниной]. — 2-е изд. — М.: Сов. писатель, 1979. — 584 с.